# Szas
Szas (hebr. ש"ס, Sefardyjska Partia Strażników Tory) – izraelska religijna partia polityczna, reprezentująca w większości ortodoksyjnych Żydów sefardyjskich. Partia powstała w 1984 roku, tuż przed wyborami, pod duchowym przewodnictwem rabina Owadii Josefa (byłego naczelnego sefardyjskiego rabina Izraela) z pomocą rabina Elazara Schacha (1898–2001), lidera niechasydzkiej ortodoksyjnej społeczności Żydów aszkenazyjskich (zwanych Mitnagdim).
Po wyborach 2006 roku, w wyniku których Szas uzyskał 12 mandatów parlamentarnych, wszedł w skład koalicji rządowej. Partia otrzymała cztery stanowiska ministerialne. Ówczesny lider ugrupowania, Eli Jiszaj, został ministrem przemysłu, handlu i zatrudnienia oraz jednym z czterech wicepremierów w rządzie Ehuda Olmerta.
W wyniku przedterminowych wyborów parlamentarnych w lutym 2009 roku ugrupowanie otrzymało 11 miejsc w Knesecie. Partia weszła w skład rządu uformowanego przez lidera Likudu, Binjamina Netanjahu, otrzymując stanowisko wicepremiera dla Jiszaja oraz cztery teki ministerialne.
Po wyborach w styczniu 2013 partia wprowadziła do parlamentu 11 deputowanych. Nie weszła jednak w skład kolejnego rządu Netanjahu. Szas pozostał w opozycji, ze względu na konflikt z prawicowymi ugrupowaniami w radzie ministrów, opowiadającymi się za wprowadzeniem obowiązkowego poboru wojskowego również dla religijnej młodzieży w Izraelu.

## Historia

### Powstanie partii

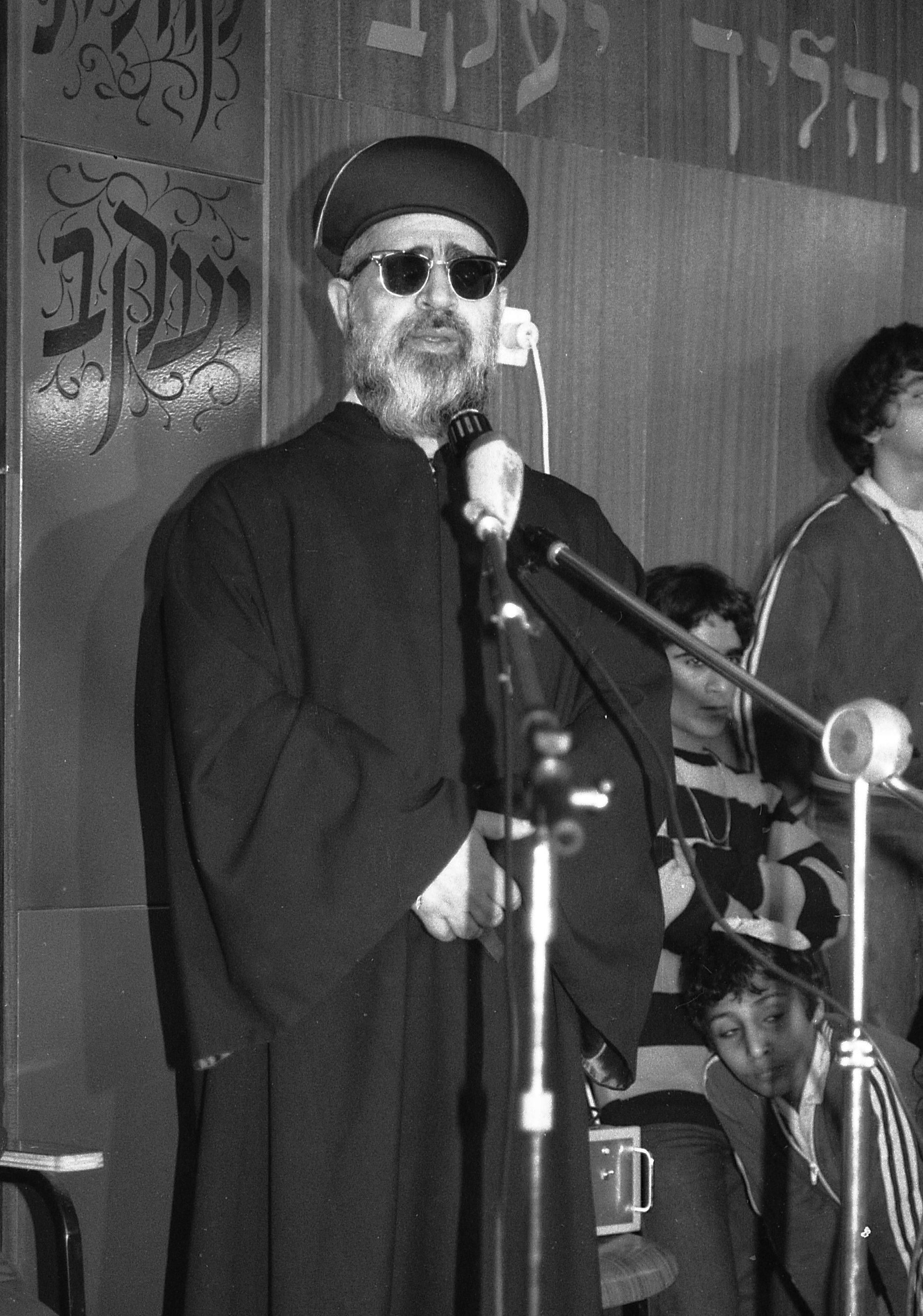
Rabin Owadia Josef (1920–2013) – założyciel i duchowy przywódca Szas

Szas został założony w 1984 roku, tuż przed wyborami parlamentarnymi. Początkowo ugrupowanie było znane jako Światowy Związek Sefardyjskich Strażników Tory (hebr. התאחדות הספרדים העולמית שומרי תורה, HaTa'akhdut HaSfaradim HaOlami Shomri). Partia została założona pod patronatem rabina Owadii Josefa, który do swej śmierci w 2013 pozostawał duchowym przywódcą tej organizacji. Josef korzystał z pomocy rabina Elazara Shacha, rabina aszkenazyjskiego. Utworzenie Szas miało być protestem wobec nie uwzględniania większej liczby Żydów sefardyjskich na listach wyborczych religijnej partii Agudat Israel w kolejnych wyborach. Początkowo nowe ugrupowanie było popierane także przez tych ultraortodoksyjnych Żydów pochodzących z Europy i Ameryki Północnej, którzy pozostawali pod wpływem Shacha. Ten ostatni był jednym z liderów Agudat Israel, z której wystąpił w 1988 roku, tworząc partię Sztandar Tory Degel Ha-Tora.
Ugrupowanie szybko stało się bardzo popularne pośród Żydów sefardyjskich, którzy czuli się dyskryminowani przez aszkenazyjczyków. Szas osiągnął spore poparcie i pokaźny potencjał koalicyjny, przez co stał się bardzo atrakcyjnym partnerem koalicyjnym zarówno dla prawicowych, jak i lewicowych partii. W zamian za poparcie dla gabinetu, ugrupowanie to żądało rządowego wsparcia finansowego dla wciąż rosnącej sieci sefardyjskich szkół religijnych (El Ha'maayan) i placówek dobroczynnych.

### 1984–1992
Członkowie Szas wchodzili do kolejnych rządów od momentu powstania partii. Już w 1984 roku objęli stanowiska ministra spraw wewnętrznych, wiceministra pracy i spraw społecznych oraz ministra bez teki (w rządzie Szimona Peresa i rządzie Icchaka Szamira). Po kolejnych wyborach, w 1988 roku członkowie ugrupowania otrzymali teki: ministra ds. absorpcji imigrantów i wiceministra spraw wewnętrznych (rząd Szamira). W połowie kadencji czternastego Knesetu, Owadia Josef postanowił, że Szas wyjdzie z koalicji z prawicowym Likudem, doprowadzając tym samym do upadku rządu. Planował zawarcie sojuszu z lewicową Koalicją Pracy Szimona Peresa i stworzenie nowego gabinetu. Manewrowi temu sprzeciwiał się ówczesny lider Szas, Arje Deri. Pomimo tego wykonał zalecenia Josefa. Rząd upadł, ale współdziałanie z Peresem spotkało się z ostrą krytyką ze strony środowisk ultraortodoksyjnych, zwłaszcza aszkenazyjskich. Elazar Schach wszedł w spór z Josefem, nakazując mu ponowne wejście do koalicji rządowej z Likudem. Tak też się stało, Szas ponownie znalazł się w rządzie, tym razem obejmując stanowiska ministra komunikacji i wiceministra finansów. Szamir ponownie został premierem, ale na skutek próby przeprowadzenia tego tzw. „brudnego triku”, Szimon Peres znalazł się w ogniu wewnątrzpartyjnej krytyki. Efektem tego była utrata przez niego stanowiska szefa Koalicji Pracy na rzecz Icchaka Rabina.

### 1992–2003
Po wyborach w 1992 roku Szas otrzymał stanowisko ministra spraw wewnętrznych w rządzie Rabina, a także cały szereg posad wiceministrów. Po śmierci Rabina w 1995 roku, premierem został Peres. W składzie jego mniejszościowego gabinetu nie znaleźli się członkowie Szas.
W wyniku wyborów parlamentarnych w 1996 roku i zwycięstwa Binjamina Netanjahu w wyborach na premiera, powstał jeden z najbardziej prawicowych gabinetów w historii Izraela. Parlamentarzyści z Szasu weszli w jego skład. Eli Jiszaj został ministrem pracy i spraw społecznych (drugim najmłodszym ministrem w rządzie Izraela w historii tego państwa), Szelomo Benizri wiceministrem zdrowia, a Arje Gamliel – wiceministrem ds. religijnych. Warunkiem wejścia do koalicji, postawionym przez Netanjahu, było wykluczenie z rozmów koalicyjnych Arie Deriego, który został oskarżony o korupcję. W wyniku śledztwa ustalono, że podczas sprawowania przez niego ministerialnych obowiązków (Deri zajmował stanowisko dyrektora generalnego w ministerstwie spraw wewnętrznych, a później był szefem tego resortu), przyjmował on łapówki od trzech organizacji religijnych, w zamian za przekazywanie publicznych pieniędzy na ich szkoły. Deri został za to skazany na 3 lata więzienia (został zwolniony po 2 latach za dobre sprawowanie). Z tego powodu rabin Josef odsunął się od Deriego i poparł kandydaturę Jiszaja na nowego lidera partii. Wielu wyborców Szas postrzegało jednak Deriego jako ofiarę politycznego „polowania na czarownice” i wciąż go popierało. Pomimo skazania Deriego, Szas uzyskał 17 miejsc w Knesecie w wyniku wyborów w 1999 roku. Było to największa liczba mandatów uzyskanych przez tę partię w historii ugrupowania. Szas posiadał więc bardzo duży potencjał koalicyjny i wszedł do rządu Ehuda Baraka. Benizri został ministrem zdrowia, Jiszaj – pracy i spraw społecznych, Elijjahu Suwisa – narodowej infrastruktury, Jicchak Kohen objął natomiast resort spraw religijnych; Szas otrzymał również szereg stanowisk wiceministrów. Jeden z członków Szas, Meszullam Nahari został wiceministrem edukacji, co spowodowało ostry konflikt z szefem resortu. Był nim Josi Sarid, jeden z liderów antyklerykalnego lewicowego ugrupowania Merec. Szas wyszedł z rządu Baraka w czerwcu 2000 roku, ponieważ premier nie chciał się zgodzić na sumę dofinansowania szkół religijnych partii, jakiej zażądali liderzy tego ugrupowania.
Rząd Baraka upadł w 2000 roku, a on sam przegrał w wyborach na premiera z Arielem Szaronem. Również w gabinecie przez niego utworzonym Szas otrzymał szereg stanowisk ministerialnych: wicepremiera i ministra spraw wewnętrznych (Jiszaj), ministra zdrowia (Nissim Dahan), ministra ds. Jerozolimy Suwisa, ministra pracy i spraw socjalnych (Beinizri) oraz kilkanaście stanowisk wiceministrów.

### 2003–2006
Pomimo sondaży, które przepowiadały Szasowi przed wyborami w 2003 roku nawet 26 deputowanych w Knesecie, ostatecznie partia musiała zadowolić się 11 miejscami. Pomimo tego, że Josef popierał udział Szas w niemal wszystkich koalicjach rządowych od 1984 roku, od lutego 2003 roku zabraniał partii wchodzić do kolejnych gabinetów Szarona. Działo się tak, ponieważ antyklerykalna, liberalna partia Szinui stała się trzecią siłą w Knesecie. Ugrupowanie to było obiektem zdecydowanej niechęci Josefa. Jednym z warunków, jakie kierownictwo Szinui postawiło Szaronowi przed wejściem do jego rządu w lutym 2003 roku, było nie włączanie do niego Szas.

### W koalicji zKadimą
W wyniku wyborów 2006 roku, partia uzyskała 12 mandatów parlamentarnych. Szas przyłączył się do koalicji rządowej premiera Ehuda Olmerta, w skład której weszły także: Kadima, Partia Pracy, Gil i, od października 2006, Nasz Dom Izrael. W rządzie Olmerta Jiszaj był wicepremierem oraz ministrem przemysłu, handlu i pracy, Ari’el Ati’as – ministrem komunikacji, a Meszullam Nahari i Jicchak Kohen są ministrami bez tek. W październiku 2007 roku deputowani Szas poparli kandydaturę Szimona Peresa z Kadima na stanowisko prezydenta Izraela.
Po rozpoczęciu negocjacji pokojowych pomiędzy Olmertem a prezydentem Autonomii Palestyńskiej Mahmudem Abbasem, Eli Jiszaj zagroził premierowi Izraela wyjściem z koalicji rządowej, jeśli przedmiotem rozmów stanie się jedność Jerozolimy. Niebezpieczeństwo upadku koalicji zostało jednak zażegnane, gdy parlamentarna komisja finansów przekazała 475 mln szekli dla instytucji edukacyjnych Szasu. Na początku marca Szas wezwał pozostający w opozycji Likud do wejścia do koalicji rządowej i utworzenia Rządu Jedności Narodowej. Propozycja ta została jednak odrzucona przez lidera tego ugrupowania, Binjamina Netanjahu. Pomimo tego, przywódcy Likudu rozpoczęli rozmowy z deputowanymi z Szas, pragnąc odwieść ich od udziału w koalicji, jaką będzie próbował stworzyć kolejny przywódca Kadimy, wyłoniony w wewnątrzpartyjnych wyborach we wrześniu 2008 roku.
Wiosną 2008 roku kolejny skandal korupcyjny stał się udziałem Szas. Szlomo Benizri, deputowany z ramienia tej partii został oskarżony 1 kwietnia o łapówkarstwo (przyjęcie kilkuset tysięcy szekli) i utrudnianie policji śledztwa. 27 kwietnia został uznany za winnego i skazany na 18 miesięcy więzienia. W wyniku tego złożył on swój mandat poselski, a zastąpił go rabin Mazor Bahajna, nr 13 na liście wyborczej Szas w wyborach z 2006 roku.
24 sierpnia 2008 członkowie Szas wchodzący w skład gabinetu premiera Olmerta, głosowali (wraz z przedstawicielami Partii Pracy) przeciwko przyjęciu przez rząd projektu budżetu. Motywowali to zbyt małymi funduszami przeznaczonymi na świadczenia społeczne. Ostatecznie dokument został zatwierdzony przez gabinet, przewagą głosów 13 do 12.
17 września 2008 Cipi Liwni zwyciężyła w wewnątrzpartyjnych wyborach w Kadimie, zastępując na stanowisku lidera ugrupowania Ehuda Olmerta. Wydarzenie to oznaczało konieczność ponownych negocjacji koalicyjnych. Szas zapowiedział, że utrzymanie koalicji będzie wymagało od Liwni spełnienia kilku postulatów tej partii. Eli Jiszaj wskazał m.in. na kwestie podwyższenia świadczeń socjalnych i niewłączania zagadnień związanych ze statusem Jerozolimy do negocjacji z Palestyńczykami.
Ostatecznie Liwni nie udało się przekonać Szas do uczestnictwa w jej rządzie. Negocjatorzy z Kadimy, którzy usiłowali nawiązać porozumienie z sefardyjską partią, wskazali właśnie na nią jako głównego winowajcę tego niepowodzenia. W odpowiedzi lider Szas oskarżył ugrupowanie pod przywództwem Liwni o aszkenazyjski rasizm skierowany przeciwko sefardyjczykom. Posądzenia te odrzucił Eli Aflalo z Kadimy, Sefardyjczyk. W obliczu wyżej opisanych wydarzeń Cipi Liwni poinformowała prezydenta Peresa o niemożności utworzenia koalicji rządowej pod jej kierownictwem. Efektem tego będą nowe wybory parlamentarne, rozpisane przez prezydenta Peresa na 10 lutego 2009 roku. Z tego względu doszło do pewnego zbliżenia pomiędzy Szas a Likudem. Pojawiły się nawet nieoficjalne informacje o możliwym sojuszu obu ugrupowań w nadchodzących wyborach. Zwracano uwagę na m.in. podobne wartości, na jakich oparte są programy tych partii. Binjamin Netanjahu spotkał się nawet z Owadią Josefem. Nie podpisano jednak żadnego oficjalnego porozumienia.
13 listopada 2008 były deputowany Szas, Ofer Hugi, został skazany na 3 lata więzienia i grzywnę w wysokości 200 tys. szekli za oszustwa finansowe popełnione w latach 1997–1999.
Pod koniec listopada 2008 Szas zainaugurował swą kampanię wyborczą m.in. postulatem, aby w razie wypłaty ewentualnej rekompensaty finansowej dla palestyńskich uchodźców przez państwo Izrael, domagać się tego samego od państw arabskich, skąd do Izraela przybyło ok. 850 tys. Żydów. Innymi punktami programu wyborczego Shas były np. zwiększenie płacy minimalnej do 5 tys. szekli i wyższe ulgi podatkowe dla rodzin z dziećmi.
W pierwszych dniach grudnia duchowy przywódca partii, Owadia Josef, oświadczył, że spodziewa się, iż Shas otrzyma w nadchodzących wyborach parlamentarnych 18–20 mandatów parlamentarnych. Wezwał także swoich zwolenników do przekonywania jak największej liczby swych znajomych do głosowania właśnie na tę partię. Jak powiedział – Nie robimy tego dla miejsc [w Knesecie], ale aby czcić Boga. Josef obiecał także wejście do raju każdemu, kto zagłosuje na jego ugrupowanie.

### Wybory w 2009 roku i koalicja zLikudem
W wyborach przedterminowych do Knesetu z 10 lutego 2009 Szas zajął piąte miejsce, otrzymując 11 mandatów parlamentarnych. Wygrała Kadima, uzyskując 28 miejsc w parlamencie. Pomimo tego zwycięstwa, pod znakiem zapytania stanęło to, czy kolejny premier Izraela będzie członkiem Kadimy, ponieważ trzecie miejsca zajął prawicowy, nacjonalistyczny Jisra’el Betenu, któremu pod względem ideologicznym o wiele bliżej do Likudu, niż do Kadimy. Eli Jiszaj stwierdził, że nie wyklucza wejścia do rządu z Awigdorem Liebermanem (liderem Jisra’el Betenu) w składzie, ale jednocześnie rozpoczął tworzenie bloku partii religijnych, w skład których miał wejść, poza Szasem, także Zjednoczony Judaizm Tory. Razem ugrupowania ortodoksyjne to 16 mandatów parlamentarnych, co oznacza przewagę nad Jisra’el Betenu (15 deputowanych) i większy potencjał koalicyjny. Celem utworzenia bloku miało być zneutralizowanie Liebermana i jego antyreligijnej postawy.
Ostatecznie misję sformułowania rządu otrzymał lider Likudu Netanjahu. 23 marca 2009 kierownictwo Szas doszło do porozumienia z tym ugrupowaniem. Zawarto porozumienie koalicyjne, na mocy którego Eli Jiszaj zachował stanowisko wicepremiera, a dodatkowo powołany został na ministra spraw wewnętrznych. Ari’el Ati’as otrzymał tekę ministra budownictwa i konstrukcji, Ja’akow Margi – ministra ds. religijnych, a Meszullam Nahari został ministrem bez teki. Dodatkowo Jicchak Kohen został wiceministrem finansów. Ustalono także, że m.in. zostanie zachowana niezależność szkół ortodoksyjnych, a państwo będzie honorować szabat i inne święta, jak również walczyć z dyskryminacją osób religijnych.

### Wybory w 2013 roku i powrót Deriego
W wyniku wyborów parlamentarnych w styczniu 2013, Szas otrzymał 11 miejsc w Knesecie. Ugrupowanie nie weszło jednak w skład koalicji rządowej, stając się, wraz z Partią Pracy, jedną z największych partii opozycyjnych. Stało się tak, ponieważ liderzy ugrupowań prawicowych, które weszły do rządu – zarówno Ja’ir Lapid (szef Jesz Atid), jak i Naftali Bennett (przywódca Żydowski Dom) – zadeklarowali konieczność wprowadzenia obowiązkowej służby wojskowej dla ultraortodoksyjnej młodzieży oraz zredukowania finansowego wsparcia dla rodzin religijnych ze strony państwa. Takiej polityce sprzeciwia się Szas.
W maju 2013 nastąpiła zmiana przywódcy w Szas. Eli Jiszaj został zastąpiony przez Arje Deriego, który powrócił do świata polityki po trzynastoletniej przerwie. Na stanowisko szefa partii desygnowała go Rada Mędrców Tory pod przywództwem rabina Josefa. Decyzja ta została podjęta po miesiącach narastającego konfliktu pomiędzy Jiszajem a Derim. Josef oświadczył, że jego decyzja została podjęta ze względu na obietnicę, jaką złożył Deriemu jeszcze w trakcie odbywania przez niego kary więzienia.
7 października 2013 zmarł rabin Owadia Josef. W jego pogrzebie wzięło udział kilkaset tysięcy osób. Wśród komentatorów izraelskiej sceny politycznej pojawiło się pytanie, w jaki sposób jego śmierć wpłynie na sytuację Szasu, którego zwolennicy to nie tylko Żydzi ortodoksyjni, ale także ubodzy sefardyjczycy, których do partii przyciąga przywiązywanie przez nią dużej wagi do kwestii socjalnych.
W grudniu 2014 Jiszaj opuścił Szas i założył własną partię Ha’am Itanu (hebr. Ludzie są z nami), która następnie zmieniła nazwę na Jachad (hebr. Razem).

### Wybory w 2015
W wyniku przedterminowych wyborów parlamentarnych w Izraelu, przeprowadzonych 17 marca 2015, spowodowanych przez rozpad koalicji rządowej, Szas wprowadził do Knesetu 7 deputowanych.

### Wybory w kwietniu 2019
W wyborach parlamentarnych w Izraelu w 2019 roku ugrupowanie zajęło 3 miejsce zdobywając 257 869 głosów (5,99%). Przełożyło się to na 8 mandatów w Knesecie XXI kadencji. Liderem listy był Arje Deri.

### Wybory we wrześniu 2019
W przyśpieszonych wyborach we wrześniu ugrupowanie zajęło 4. miejsce, zdobywając 330 199 głosów (7,44%) i wprowadzając do dwudziestego drugiego Knesetu 9 posłów.

## Program

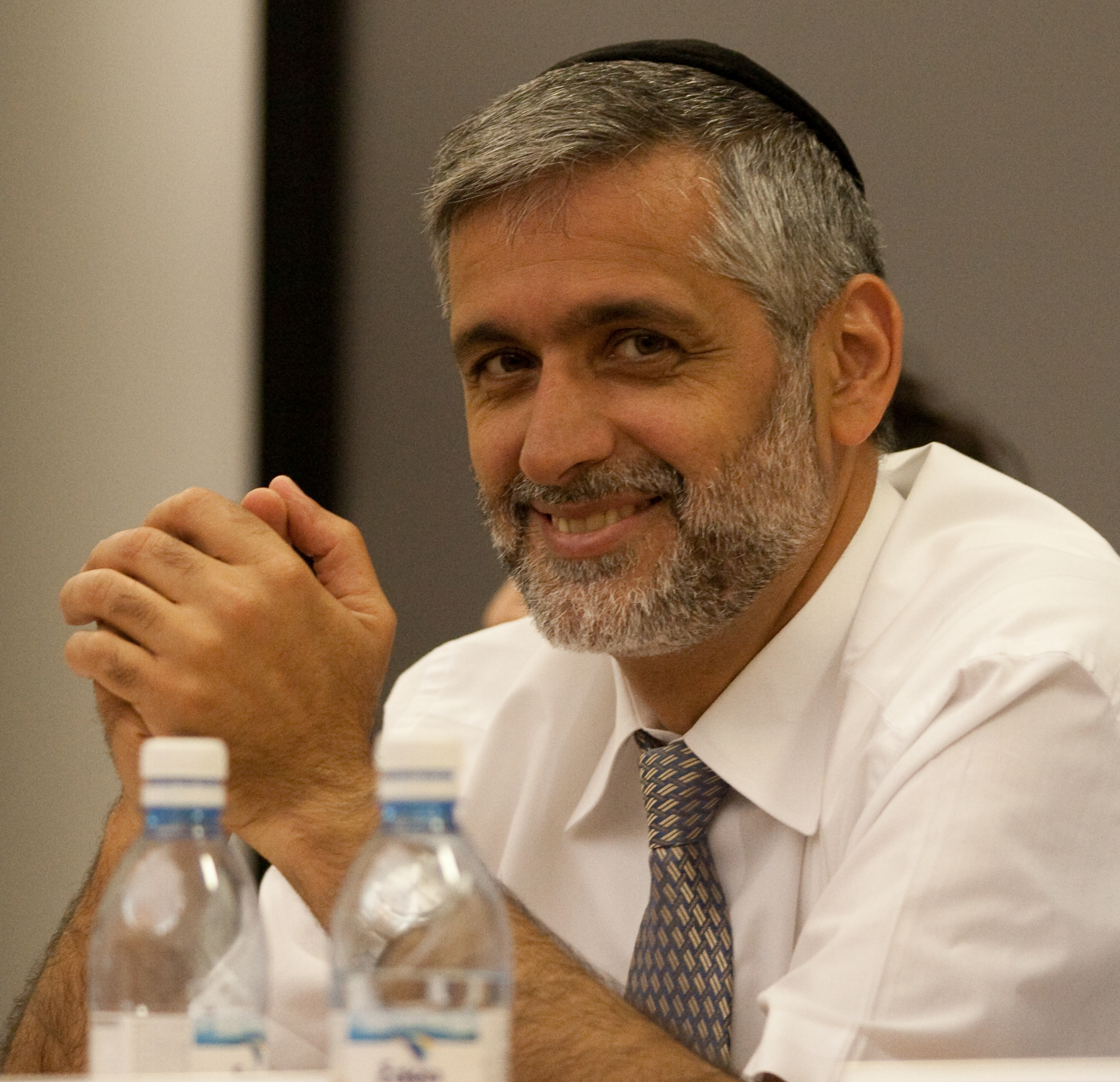
Eli Jiszaj (ur. 1962) – lider Szas w latach 2000–2013

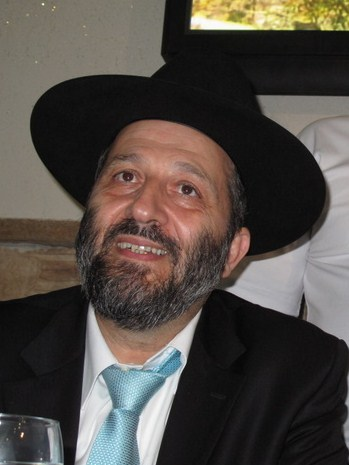
Arje Deri (ur. 1959) – lider Szas od 2013

Szas jest partią religijną. Jego główny postulat programowy postuluje przepojenie wszelkich sfer życia państwa i jego obywateli wartościami płynącymi z żydowskiego prawa religijnego – Halachy. Przykładem tego może być żądanie wprowadzenia prawa zabraniającego określonych rodzajów aktywności w szabat. Wszelkie decyzje mające kluczowe znaczenie dla przyszłości partii podejmuje tzw. Rada Mędrców Tory. Organ ten składa się z uczonych rabinów sefardyjskich, a na jego czele stał Owadia Josef.
Większość wyborców partii nie jest ultraortodoksami. Wielu z nich jest umiarkowanymi wyznawcami judaizmu, przede wszystkim jednak Żydami sefardyjskimi. Część wyborców Szas stanowią Druzowie, przyciągnięci dążeniem partii do promowania „autentycznej bliskowschodniej” kultury izraelskiej, co pasuje również do syjonistycznych nawoływań do ożywienia starożytnej żydowskiej kultury.
Dzięki swemu programowi, zawierającemu elementy populistyczne, Szas był zdolny do uzyskania nieproporcjonalnie dużego wpływu na decyzje Knesetu, wykorzystując lukę, jaka powstała pomiędzy tradycyjnymi dużymi partiami izraelskimi: Partią Pracy i Likudem (do których później dołączyła Kadima).
Przez swoich przeciwników, Szas określany jest jako ugrupowanie fundamentalistyczne i szowinistyczne. Krytykuje się je również za brak demokracji wewnętrznej.

### Państwo i religia
Szas przeciwdziała wszelkim tendencjom opowiadającym się za sekularyzacją życia publicznego w Izraelu. Postuluje wzmacnianie i rozwijanie sieci szkół religijnych. Sprzeciwia się edukacji świeckiej. Propaguje także wprowadzenie uregulowań prawnych penalizujących odstępstwa od zasad religijnych (m.in. zakaz pracy w szabat). Szas opowiada się również za dalszym obowiązywaniem prawa zwalniającego uczniów szkół religijnych z obowiązku służby wojskowej.
W październiku 2006 roku Szas wszedł w konflikt z inną partią będącą wówczas w rządzie Ehuda Olmerta, Jisra’el Betenu. Ugrupowanie to, składające się w większości z rosyjskojęzycznych imigrantów, próbowało wnieść pod obrady parlamentu ustawę wprowadzającą świeckie małżeństwa w Izraelu. Szas ostro sprzeciwił się tym planom. Meszullam Nahari stwierdził nawet, że „ktokolwiek próbuje podążać śladem Szinui, skończy tak samo jak ta partia”.
Ponadto, Szas popiera zwiększoną imigrację do Izraela, ale sprzeciwia się zliberalizowaniu zasad uznawania przybyszów za Żydów i rozszerzenia tzw. „prawa do powrotu” na osoby o wątpliwym żydowskim pochodzeniu (co postuluje m.in. Jisra’el Betenu).
Członkowie partii są także znani z niechętnego stosunku do homoseksualistów. W lutym 2006 roku ówczesny lider ugrupowania Eli Jiszaj stwierdził, iż „homoseksualizm to oczywista choroba” i życzył gejom i lesbijkom „szybkiego powrotu do zdrowia”. Inny deputowany Szas, Szelomo Benizri, powiedział, że przyjmowanie przez Kneset ustaw poprawiających sytuację homoseksualistów w Izraelu jest przyczyną trzęsień ziemi nawiedzających ten kraj.
Pod koniec lutego 2008 roku Szas wniósł pod obrady Knesetu ustawę nakazującą dostawcom internetu w Izraelu automatyczne blokowanie stron zawierających pornografię, treści zachęcające do hazardu i przemocy. Witryny takie miałyby być dostępne tylko dla tych, którzy wyraziliby na to zgodę. Ustawa została przyjęta przez izbę w pierwszym czytaniu.
Pod koniec października 2008 Szas zagroził zgłoszeniem wniosku o wotum nieufności wobec rządu w razie przekazania do trzeciego czytania w Knesecie ustawy ułatwiającej procedurę rozwodową, zwłaszcza kobietom. Akt prawny w razie przyjęcia go przez izbę osłabiłby pozycję sądów rabinackich, zagwarantował kobietom otrzymywanie równej części majątku małżeńskiego, jak również wprowadziłby rozdzielność procesu rozwodowego i dotyczącego podziału majątku.

### Konflikt izraelsko-arabski
W stosunku do Arabów, partia wykazuje się sporą elastycznością. Pomimo wspierania idei Wielkiego Izraela, ugrupowanie nie wyraża bezwarunkowego poparcia dla osadnictwa żydowskiego na Zachodnim Brzegu.
Zdaniem Josefa, oddawanie terytorium Izraela jest dopuszczalne, ale tylko w przypadku, gdy „dowódcy armii wraz z członkami rządu ustalą, że uratuje to życia [Żydów]”. Jest to judaistyczna zasada pikuach nefesh („ratowanie żyć”). Rabin Josef był przekonany, że państwo Izrael jest zobowiązane do ratowania istnienia Żydów poprzez z jednej strony dążenie do osiągnięcia porozumienia pokojowego ze swoimi wrogami, a z drugiej poprzez ochronę (także z użycie sił zbrojnych) swoich obywateli. Z tego względu duchowy przywódca Szas popierał inicjatywy pokojowe, takie jak oddanie Egipcjanom półwyspu Synaj w 1979 roku czy porozumienia z Oslo z 1993 roku. Opowiadał się także za wejściem swojej partii do rządów Icchaka Rabina i Ehuda Baraka. Nie poparł jednak planu Ariela Szarona, zakładającego likwidację osiedli żydowskich w Strefie Gazy i politykę jednostronnych posunięć w polityce względem Palestyńczyków. Zdaniem Josefa wzmacniało to tylko wrogów Izraela i nie gwarantuje ocalenia realizacji zasady pikuach nefesh.
Szas sprzeciwia się również jakimkolwiek dyskusjom na temat możliwości podziału Jerozolimy. Odrzuca także propozycję utworzenia palestyńskiego państwa. Dopuszcza jednak możliwość zagwarantowania Palestyńczykom autonomii.

### Gospodarka
W kwestiach gospodarczych, Szas opowiada się za państwem opiekuńczym, gwarantującym szerokie świadczenia socjalne, zwłaszcza dla uczniów szkół religijnych. Taka pomoc ze strony państwa ma, w zamyśle liderów partyjnych, zlikwidować istniejącą ich zdaniem dyskryminację Żydów sefardyjskich w społeczeństwie izraelskim, zdominowanym przez aszkenazyjczyków.

## Posłowie
Posłowie do Knesetu z list Szasu:
11 Kneset
Posłowie wybrani w wyborach: Jicchak Perec, Refa’el Pinchasi, Ja’akow Josef, Szimon Ben Szelomo.
12 Kneset
Posłowie wybrani w wyborach: Josef Azran, Szelomo Dajan, Arje Gamliel, Ja’ir Lewi, Jicchak Perec, Refa’el Pinchasi
.
13 Kneset
Posłowie wybrani w wyborach: Josef Azran, Szelomo Benizri, Arje Deri, Arje Gamliel, Mosze Maja, Refa’el Pinchasi.
14 Kneset
Posłowie wybrani w wyborach: Arje Deri, Arje Gamliel, Dawid Azulaj, Dawid Tal, Eli Jiszaj, Nissim Dahan, Refa’el Pinchasi, Szelomo Benizri, Jicchak Kohen, Jicchak Waknin.
15 Kneset
Posłowie wybrani w wyborach: Arje Gamliel, Elijjahu Suwisa, Eli Jiszaj, Szelomo Benizri, Jicchak Kohen, Amnon Kohen, Nissim Dahan, Dawid Azulaj, Dawid Tal, Jicchak Waknin, Rahamim Malul, Meszullam Nahari, Jicchak Saban, Nissim Ze’ew, Ja’ir Perec, Ofer Hugi, Jicchak Gagula.
W trakcie kadencji dołączył: Pinchas Cabari.
16 Kneset
Posłowie wybrani w wyborach: Eli Jiszaj, Szelomo Benizri, Nissim Dahan, Amnon Kohen, Jicchak Kohen, Dawid Azulaj, Meszullam Nahari, Jicchak Waknin, Ja’ir Perec, Nissim Ze’ew, Ja’akow Margi.
W trakcie kadencji dołączył: Ofer Hugi.
17 Kneset
Posłowie wybrani w wyborach: Eli Jiszaj, Jicchak Kohen, Amnon Kohen, Meszullam Nahari, Ari’el Ati’as, Dawid Azulaj, Jicchak Waknin, Nissim Ze’ew, Ja’akow Margi, Emil Amsalem, Awraham Micha’eli, Szelomo Benizri.
W trakcie kadencji dołączył: Mazor Bahajna.
18 Kneset
Posłowie wybrani w wyborach: Eli Jiszaj, Chajjim Amsalem, Ari’el Ati’as, Jicchak Kohen, Amnon Kohen, Meszullam Nahari, Ja’akow Margi, Dawid Azulaj, Jicchak Waknin, Nissim Ze’ew, Awraham Micha’eli.
19 Kneset
Posłowie wybrani w wyborach: Eli Jiszaj, Ari’el Ati’as, Arje Deri, Jicchak Kohen, Meszullam Nahari, Amnon Kohen, Ja’akow Margi, Dawid Azulaj, Jicchak Waknin, Nissim Ze’ew, Awraham Micha’eli.
W trakcie kadencji dołączyli: Jo’aw Ben Cur, Li’or Edri.
20 Kneset
Posłowie wybrani w wyborach: Arje Deri, Jicchak Kohen, Meszullam Nahari, Ja’akow Margi, Dawid Azulaj, Jo’aw Ben Cur, Jicchak Waknin.
W trakcie kadencji dołączyli: Jigal Gu’etta, Micha’el Malchieli, Dan Sajjida, Jinnon Azulaj.
21 Kneset
Posłowie wybrani w wyborach: Arje Deri, Jicchak Kohen, Meszullam Nahari, Ja’akow Margi, Jo’aw Ben Cur, Micha’el Malchieli, Mosze Arbel, Jinnon Azulaj.

## Wyniki wyborcze
| Wybory  | Liczba mandatów | Miejsce | Liczba głosów | Procent głosów |
| ------- | --------------- | ------- | ------------- | -------------- |
| 1984    | 4               | 6.      | 63 605        | 3,1%           |
| 1988    | 6               | 3.      | 107 709       | 4,7%           |
| 1992    | 6               | 6.      | 129 347       | 4,9%           |
| 1996    | 10              | 3.      | 259 796       | 8,7%           |
| 1999    | 17              | 3.      | 430 676       | 13,28%         |
| 2003    | 12              | 4.      | 258 879       | 9,6%           |
| 2006    | 12              | 3.      | 299 130       | 9,6%           |
| 2009    | 11              | 5.      | 286 300       | 8,49%          |
| 2013    | 11              | 5.      | 331 868       | 8,75%          |
| 2015    | 7               | 7.      | 241 200       | 5,73%          |
| IV 2019 | 8               | 3.      | 258 275       | 5,99%          |
| IX 2019 | 9               | 4.      | 330 199       | 7,44%          |
| 2020    | 9               | 4.      | 352 842       | 7,69%          |
| 2021    | 9               | 3.      | 316 008       | 7,17%          |

Źródło danych: Oficjalna strona Knesetu; Strona Izraelskiej Komisji Wyborczej